# Ascensione di Isaia
L'Ascensione di Isaia è un apocrifo dell'Antico Testamento pervenutoci in greco su redazione definitiva di inizio II secolo d.C. Il nucleo originario rappresentato dalla prima sezione (Martirio di Isaia), probabilmente di origine essena, costituiva un prototesto semitico ora perduto. Alla prima sezione seguirono successive aggiunte cristiane. Le tre sezioni per la loro eterogeneità sono in passato circolate, e attualmente da molti considerate, come autonome.

## Contenuto
L'Ascensione di Isaia contiene tre sezioni eterogenee attinenti al profeta Isaia (fine VIII-inizio VII secolo a.C.): 
- 1. Martirio di Isaia, segato in due per ordine di Manasse re di Giuda  (probabilmente risalente al I secolo a.C.);
- 2. Visione di Isaia o Testamento di Ezechia (testo cristiano del II secolo d.C.)
- 3. Ascensione di Isaia, descrivente un viaggio attraverso i 7 cieli e un'Apocalisse su vita, morte, risurrezione del Signore Gesù Cristo, la persecuzione della Chiesa e la fine dei tempi (testo cristiano del I secolo d.C.)

L'opera si diffuse subito negli ambienti monastici ed ascetici egiziani, ove sopravvisse sino al V-VI secolo.